# 99 (Fightstar)
"99" és el primer senzill del segon àlbum de Fightstar, One Day Son, This Will All Be Yours. L'emisora "Kerrang! Radio" va premiar aquesta cançó el 4 d'abril del 2007 anunciant que només estaria disponible per descàrrega i que estaria en la red (online) just a temps.
La banda va crear una pàgina web l'11 de maig, fightstar99.com Arxivat 2008-11-22 a Wayback Machine., on et podies registrar i seguidament descargar-te el senzill juntament amb el seu vídeo gratuïtament.
Alguns fans anomenen aquesta cançó "99 (You And I)", a causa del fet que s'havia anunciat prèviament a la revista Kerrang! la llista de l'àlbum llavors anomenada "99" com a "You And I". Tot i així, la llista de pistes de One Day Son, This Will All Be Yours finalment ens mostra que "99" i "You And I" són diferents cançons.
Aquesta pista és anomenada "99" a causa del fet que en Charlie li va caure el seu portàtil per les escales, i un cop el va tornar a posar en funcionament només es podia utilitzar la tecla '9'.

## Vídeo
El vídeo de "99", surt Fightstar tocant en una platja nua de Los Angeles (on la banda estava al mateix temps gravant el seu segon àlbum.) El vídeo va ser lliurat el Maig de 2007, i una versió editada es va llençada poc després, amb meteorits i efectes especials en el cel que van ser realitzats per Alex Westaway.

## Personal
- Charlie Simpson — Veu, Guitarra, Teclat
- Alex Westaway — Veu, Guitarra
- Dan Haigh — Baix
- Omar Abidi — Bateria, Percussió